# Lipotriches friesei
Lipotriches friesei là một loài Hymenoptera trong họ Halictidae. Loài này được Magretti mô tả khoa học năm 1899.